# L'incantesimo del lago: La principessa pirata
L'incantesimo del lago: La principessa pirata (The Swan Princess: Princess Tomorrow, Pirate Today!) è un film d'animazione direct-to-video del 2016 diretto da Richard Rich e realizzato in CGI.

## Trama
Odette e Derek decidono di lasciare la loro figlia Alise al castello della regina Uberta, madre di Derek, per l’estate, in modo da aiutare il popolo.
La loro partenza crea sia per Regina Uberta che per Lord Rogers entusiasmo, permettendo loro di passare del tempo da soli con la bambina. I due, così organizzano dei campi estivi, differenti, per l’istruzione della principessina, creando una vera e propria competizione fra loro. La regina Uberta organizza un campo estivo per principesse, mentre Lord Rogers un campo estivo per marinai.
Per proteggerla ed evitare che partecipi alle lezioni di Lord Rogers, temendo che possa avvicinarsi alla vita di Pirata, la principessina viene rinchiusa nella sua camera.
Rogers, per salvarla da un'estate poco piacevole, con l'aiuto di Freccia e Jean-Bob, pianifica un piano per rapire la principessa e portarla in mare, e vivere così un’avventura da vero marinaio.
Nel frattempo Odette e Derek sono impegnati nella costruzione di un ponte.
Durante la notte, il gruppo riesce a portare via Alise e partire in nave. La principessina subito inizia a comportarsi come un pirata, cosa che non fa piacere a Rogers.
Dopo una tempesta, la nave si imbatte in uno scoglio e il gruppo di esploratori si separa, finendo su un’isola deserta, dove vivono mostri carnivori. Lord Rogers, primo ad abbattersi in quelle strane creature decise a mangiarlo riesce a prendere tempo, creando una competizione di cucina divisa in gruppi, pur essendo lui stesso il cibo da cucinare.
Poco dopo le creature trovano Jean-Bob, ed iniziano ad adularlo come divinità.
Intanto, una parte dei mostri cerca Alise, avendo sentito Rogers cercarla in precedenza.
La ragazzina e Freccia, sono alla ricerca dei loro amici e vengono avvisati dal fantasma di Scully, di fuggire (Scully è uno degli scoiattoli volanti, incontrato nel precedente episodio, l’unico che credeva sin da subito nella gentilezza di Odette, e che si sacrificò per distruggere le arti proibite).
Freccia e Alise durante la fuga incontrano Lucas, un ragazzino scappato dalla sua famiglia, perché quest’ultima, essendo povera aveva deciso di portare il proprio figlio in orfanotrofio. Il giovane spiega alla Piratessa che le strane creature sono i Botts.
Intanto, Puffin e il gruppo di scoiattoli volanti, partiti in nave su ordine della Regina, vengono attaccati da una piovra gigante, ma il pulcinella di mare riesce a salvare la situazione, acquistando stima da parte del gruppo dei scoiattoli volanti.
Rogers continua a prendere tempo, ampliando la competizione, mentre Lucas, Alise e Freccia costruiscono una zattera, comunicando con il linguaggio dei segni in modo da non farsi sentire dai mostri. In contemporanea, terminato il ponte Derek e Odette ricevono la notizia da Ciambellano che Alise è scappata in mare.
Avvisati dal fantasma che i loro amici sono in pericolo, anche Jean-Bob perde la stima come divinità e viene aggiunta al menù. Nel frattempo, la zattera da loro costruita, viene distrutta da un Botts che stava spiando i ragazzi.
Mentre il gruppo riesce a recuperare i prigionieri, gli scoiattoli si avvicinano all’isola, giusto in tempo per aiutare il gruppo a fuggire.
Una volta saliti in nave un Botts, rapisce Alise, tramite una tavola volante, ma viene salvata da Lucas, che decide infine di andar via dall’isola essendo ormai stato scoperto dai mostri.
Tornati nel Regno, vengono accolti a braccia aperte dalla Regina, che però si innervosisce alla vista della nipote scappare all’inseguimento del ragazzo, prendendosela con Rogers per i suoi insegnamenti da pirata.
Intanto, Scully riesce a far riunire durante l’inseguimento dei due ragazzini, Derek ed Odette con quelli di Lucas e a far rincontrare i ragazzi, proprio davanti alle coppie di genitori intenti a parlare dei propri figli.
Il ragazzo, sentendo i propri genitori parlare di lui e che la decisione di portarlo in orfanotrofio era solo per il suo bene, si decide a farsi avanti, abbracciandoli.
I due, felici di aver ritrovato il figlio, ipotizzano l’aiuto di un angelo per quel magico incontro, mentre Odette e Derek abbracciano Alise ringraziando Scully per il suo intervento e confermando l’esistenza di un angelo. Tutto questo sotto la stella polare che secondo l’insegnamento di Rogers è la stella che guida i marinai, costante e sincera come l’amore dei suoi genitori.

## Doppiaggio
- Elle Deets: Odette
- Yuri Lowenthal: Derek
- Jennifer Miller: Uberta
- Joseph Medrano: Lord Rogers
- Clayton James Mackay: Jean-Bob
- Doug Stone: Freccia
- Gardner Jaas: Puffin
- Joseph Medrano: Scully
- Jeff Michaels: Cutter
- Kirk Thornton: Jojo
- Catherine Lavine: Bridget
- Joey Lotsko: Bromley
- Carly G. Fogelson: Alise

## Colonna sonora
A differenza dei primi tre capitoli, i nuovi film, con nuova grafica non hanno canzoni reinterpretate in italiano:
- "We Want Meat"
- "A Pirate Today"
- "Green Thing"
- "Standing On My Own"
- "I'll Be Your Star"

## Sequel
L'incantesimo del lago: La principessa pirata è il sesto film della serie, in seguito sono stati realizzati altri due film:
- L'Incantesimo del lago: Missione spie (2017)
- The Swan Princess: A Royal Myztery (2018)